# Hamingja
Hamingja nella mitologia norrena ha un duplice significato: da un lato indica la fortuna, concepita come una qualità intrinseca dell'individuo, dall'altro uno spirito guardiano, espressione di un potere superiore protettivo.
Nell'islandese moderno il termine è utilizzato per esprimere il concetto di felicità.

## Etimologia e significati
Alcuni studiosi, tra cui lo storico delle religioni Walter Baetke, hanno ipotizzato un'origine cristiano-latina del termine, basandosi sulla scarsa presenza di vocaboli relativi al fato o alla fortuna nella poesia eddica, come auðna, gæfa, gipta e hamingja.
Peter Hallberg, dopo un'analisi di numerosi testi delle saghe, ha contestato questa teoria, sostenendo che tali termini fossero già radicati nella tradizione precristiana norrena e islandese. Tra questi, gæfa risulta il più frequentemente attestato, mentre hamingja è predominante nelle saghe dei re.
A differenza degli altri termini sinonimici, secondo Hallberg hamingja presenta caratteristiche specifiche. Mentre gipta e gæfa indicano la fortuna come un aspetto del carattere individuale (con i corrispettivi negativi ogipta e ogæfa per la sfortuna), hamingja, in virtù della sua etimologia (hamr, "forma, pelle, aspetto"), assume talvolta una connotazione più complessa: oltre a esprimere il concetto di fortuna, può anche riferirsi a una personificazione di essa, un'entità sovrannaturale affine al fylgja, uno spirito guardiano.
Secondo Hallberg, all'incirca nel XII secolo, la comparsa del termine negativo ohamingja, segnalerebbe un progressivo abbandono dell'uso personificato di hamingja, che si sarebbe ridotto al solo significato astratto di "fortuna", assimilabile a gipta.
Sia Andy Orchard che Rudolf Simek hanno rilevato somiglianze tra il concetto di hamingja e l'essere soprannaturale chiamato fylgja, mentre Jacob Grimm ha sostenuto che le due entità coincidono.
Altri autori ipotizzano che hamingja derivi da ham-gengja, un termine di difficile traduzione, ma che suggerirebbe l'idea di un'entità in grado di muoversi in una forma fisica (hamr). Secondo questa interpretazione, hamingja, inizialmente espressione della fortuna come aspetto della personalità umana, avrebbe successivamente assunto un significato astratto, divenendo sinonimo di gæfa e gipta.
La studiosa danese Bettina Sejbjerg Sommer ritiene che la pluralità lessicale del termine "fortuna" rifletta l'influenza di concetti distinti, in seguito fusi tra loro: le dee protettrici della famiglia (disir e fylgja); la fortuna come come caratteristica personale trasmissibile (hamingja); la fortuna come facoltà concessa da un potere superiore (gæfa e gipta).

## Caratteristiche
(Óláfs saga Tryggvasonar en mesta [La grande saga di Óláfr Tryggvason], ca. 1300)
Nella cultura norrena la fortuna non era assimilabile al caso o alla coincidenza: essa veniva vista come una qualità insita nell'uomo e nella sua discendenza, paragonabile alla forza fisica, all'intelligenza o all'abilità nelle armi.
Secondo lo storico della religione Vilhelm Peter Grønbech, il concetto di sfortuna aveva una connotazione fortemente negativa: un uomo sfortunato era paragonato ad un níðingr, un individuo privo di onore e inadatto alla compagnia umana. Bettina Sejbjerg Sommer ha evidenziato come alcuni testi norreni esprimano un certo grado di condanna morale nei confronti degli uomini sfortunati.
Parallelamente la fortuna poteva essere percepita come espressione di un potere protettivo di origine sovrannaturale. In alcune saghe, hamingja è utilizzato con lo stesso significato di fylgja, descrivendo un'entità indipendente dal suo "proprietario".
Nella Saga di Viga-Glumr, ad esempio, l'hamingja di un uomo appare in sogno a suo nipote sotto forma di una donna gigantesca, mentre nella Grande saga di Óláfr Tryggvason di Snorri Sturluson, assume le sembianze di nove donne in abiti chiari e su cavalli bianchi che si manifestano ad Hallr poco prima che questi venga battezzato dal missionario Þangbrandr.
In alcuni casi l'hamingja è vista come uno spirito direttamente legato al capo del clan e, per estensione, all'intera stirpe. Essa può essere trasmessa per via ereditaria e accompagnare la famiglia per diverse generazioni. Nella Saga di Viga-Glumr il protagonista sogna nella sua fattoria in Islanda una donna gigantesca che avanza lungo il fiordo verso la sua casa, comprendendo così che il nonno materno è morto in Norvegia e che la donna è la sua hamingja, giunta ad unirsi al discendente in Islanda.
Si credeva che i re potenti possedessero una hamingja così grande da poterla "prestare" ad altri durante la loro vita.
In determinate circostanze, l'hamingja poteva abbandonare il proprio protetto ancora in vita, condannandolo alla sfortuna.

## Parallelismi con altre figure mitologiche
Le entità hamingja presentano affinità con altri esseri soprannaturali della mitologia e del folklore scandinavo, come le Disir e le Valchirie. Alcuni studiosi hanno inoltre evidenziato somiglianze con la Laima baltica, l'antica Fortuna romana e la slava Srecha.

## Hamingja nelle fonti scritte
Il termine hamingja compare in diverse fonti della letteratura norrena, sebbene non sia sempre possibile stabilire con certezza se si riferisca alla fortuna in senso astratto o ad un'entità soprannaturale:
- Nel poema Vafþrúðnismál, il saggio gigante menziona tre hamingja, spiriti guardiani del mondo intero, identificati con le Norne.[26]
- Nella Saga di Finnbogi il Forte, il personaggio, Asbjörn, in punto di morte chiede che uno dei figli di Finnbogi porti il suo nome, affinché la sua hamingja possa seguirlo.[23]
- Nella Saga di Göngu-Hrólfs, il re Hreggviðr, prima di morire, trasmette la propria hamingja al futuro marito della figlia.[23]
- La Saga di Olafr il Santo racconta che la hamingja del re Olafr è più potente della magia dei finlandesi.[27][28]
- Nella Haralds saga hárfagra, Harald, su richiesta dei suoi scaldi, invia il suo hamingja icon loro nella spedizione.[23]

## Nella cultura di massa
La parola hamingja è conosciuta nel movimento neopagano Asatru, dove viene utilizzata per indicare sia la fortuna personale che la sua personificazione, lo spirito guardiano. Il concetto ha inoltre acquistato una certa notorietà tra gli appassionati del genere musicale heavy metal, grazie all'album Hamingja della band Riger.